# Вільколаз (гміна)
Гміна Вільколаз (пол. Gmina Wilkołaz) — сільська гміна у східній Польщі. Належить до Крашницького повіту Люблінського воєводства.
Станом на 31 грудня 2011 у гміні проживало 5505 осіб.

## Площа
Згідно з даними за 2007 рік площа гміни становила 81.86 км², у тому числі:
- орні землі: 83.00%
- ліси: 11.00%

Таким чином, площа гміни становить 8.14% площі повіту.

## Населення
Станом на 31 грудня 2011:
| Опис     | Загалом | Загалом | Чоловіки | Чоловіки | Жінки | Жінки |
| -------- | ------- | ------- | -------- | -------- | ----- | ----- |
| одиниця  | осіб    | %       | осіб     | %        | осіб  | %     |
| все      | 5505    | 100     | 2745     | 49.86    | 2760  | 50.14 |
| міське   | 0       | 100     | 0        |          | 0     |       |
| сільське | 5505    | 100     | 2745     | 49.86    | 2760  | 50.14 |

## Сусідні гміни
Гміна Вільколаз межує з такими гмінами: Божехув, Крашник, Неджвиця-Дужа, Стшижевіце, Ужендув, Закшувек.